# Casino Fini

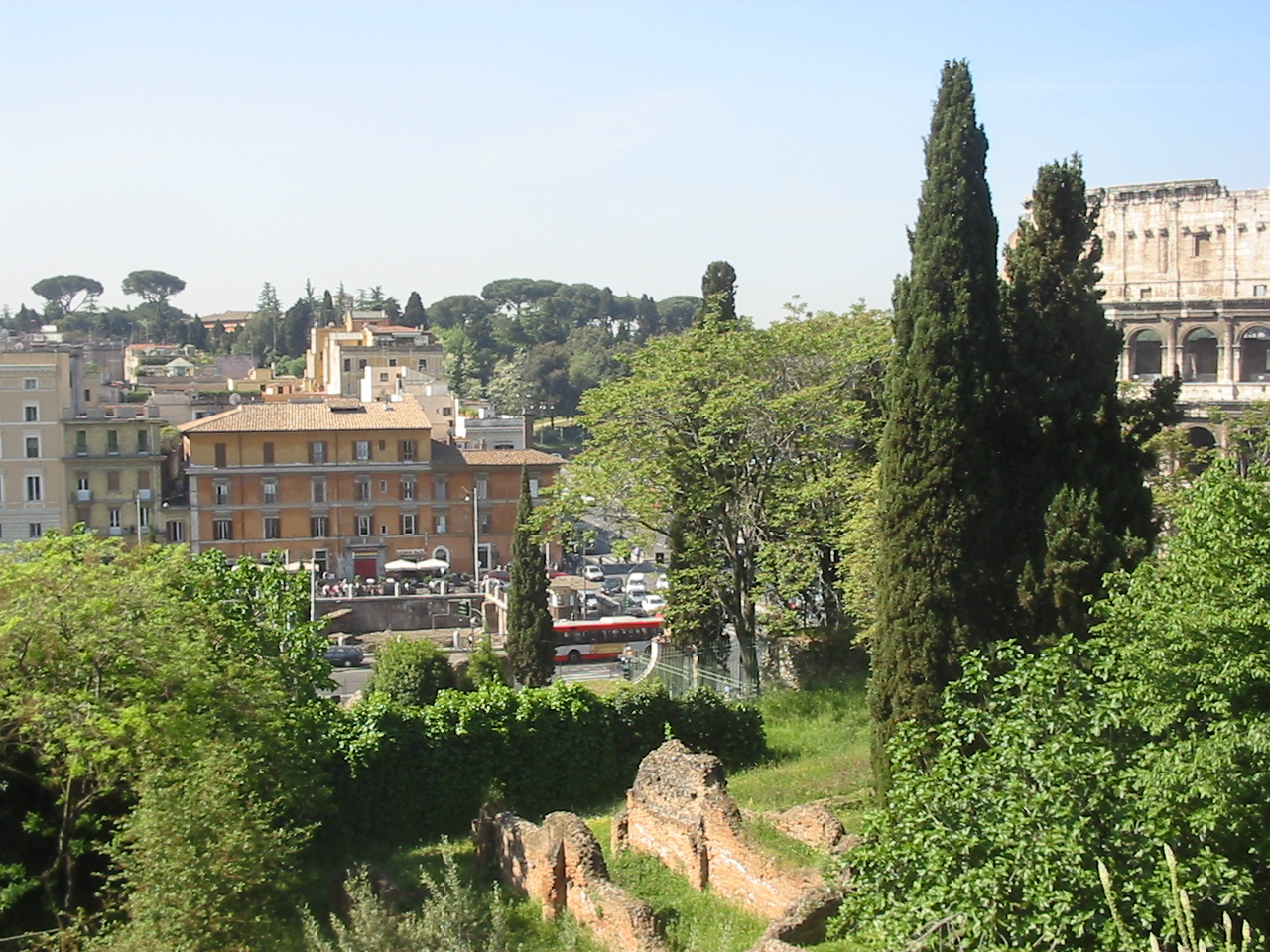
Vista do Casino a partir do monte Ópio.

Casino Fini é um palacete localizado no número 10 da Via di San Giovanni in Laterano, no rione Monti de Roma, bem na frente das ruínas do Ludus Magnus. 

## História

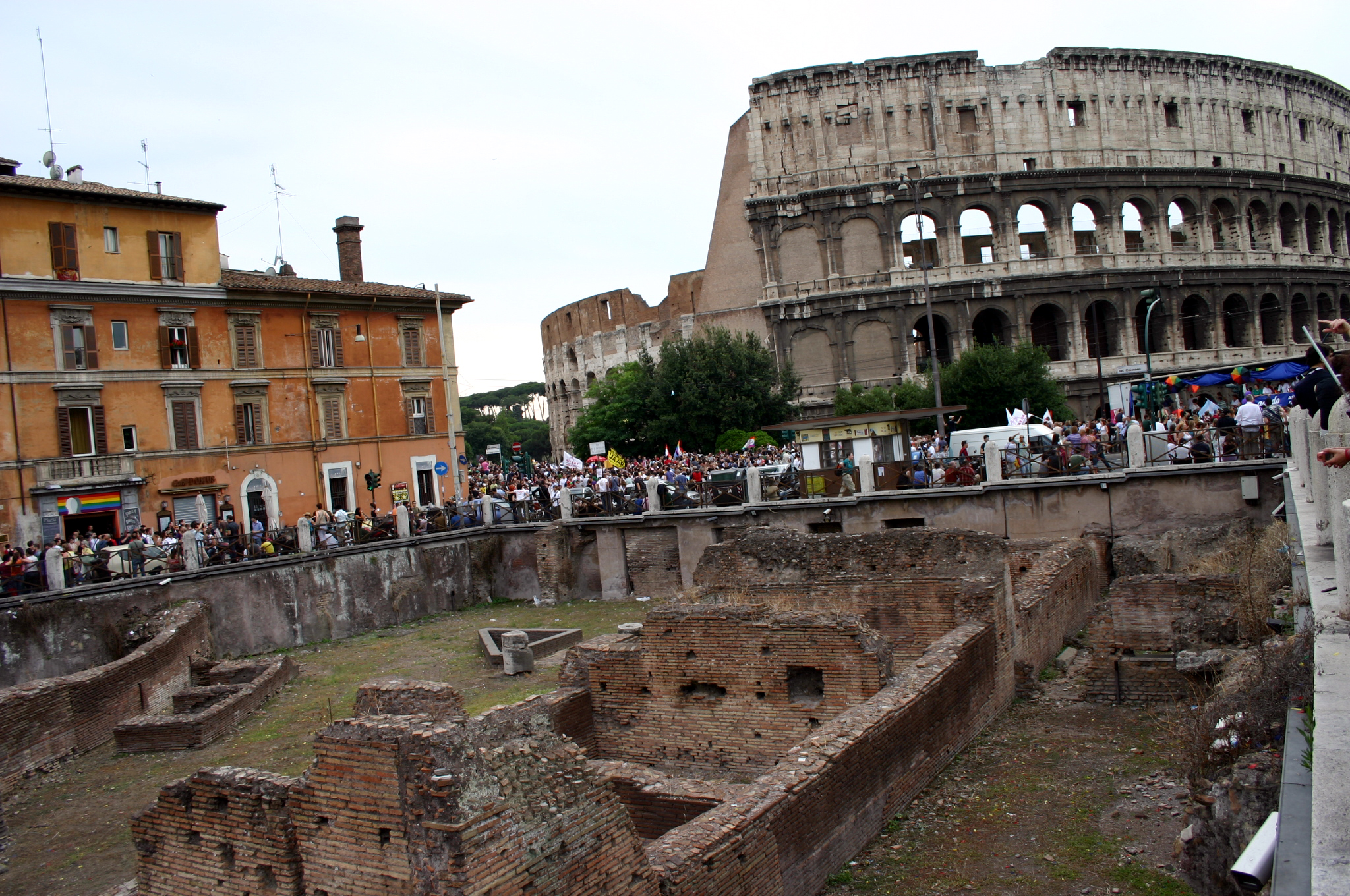
O Casino e o Coliseu vistos a partir do Ludus Magnus.

O Casino foi construído no século XVII como um palacete de uma villa cujo jardim hoje corresponde à Via dei Santi Quattro. Atualmente é difícil imaginar que este edifício ficava imerso numa grande área verde, seja porque ele atualmente está rodeado por outros edifícios, seja por causa do caos do tráfego de automóveis, mas sobretudo por causa do grande influxo de turistas por causa da proximidade com o Coliseu. Muitas lojas e cafés foram abertos e apenas metade do prédio foi pintada.
O edifício se apresenta na via com uma fachada com oito janelas adornadas com festões no segundo piso. No alto, no lado esquerdo da estrutura, está uma estátua abrigada num nicho. Durante muito tempo, no terreno entre o Casino Fini e o Coliseu ficava a igreja de San Giacomo al Coliseo e seu hospital anexo, conhecido como Ospedale San Giacomo (um braço do vizinho Ospedale del Salvatore); ambos foram demolidos em 1815 durante as obras de liberação do espaço em torno do Coliseu.